# 游志忠
游志忠（1948年—2018年），臺灣新北市瑞芳區金瓜石人，中年後以畫政治人物漫畫造型知名，晚年轉向臺灣古蹟插畫。

## 生平
游志忠出身於金瓜石一個貧困礦工家庭，生於1948年，九歲時愛繪圖的父親去世。
游志忠在小學時就喜歡繪畫，以周邊的人物當模特兒，畫風誇張其特徵，被稱「漫畫瘋子」，在服完兵役後，原先想朝漫畫發展，但苦於收入，便至廣告公司上班。1970年，他考進台灣電視公司美術組，在《電視週刊》畫肖像漫畫。1977年，轉行作室內設計工作，十年後，擁有自己的公司，之後為一圓繪畫夢，到歐美各國充電，認真蒐集肖像漫畫相關資料，開始製作風格趣味造型的人物畫。2000年中華民國總統選舉期間，悅氏食品推出容量為四百西西的包裝飲用水，在扁形懷壺上貼有游志忠為各組總統候選人的漫畫肖像。陳水扁與呂秀蓮當選正副總統時，游志忠贈送為他們繪畫的漫畫造型。馬英九2008年就職總統時，游志忠替臺灣智慧卡繪製交通紀念卡。
一次，力麗集團郭銓慶與游志忠餐敘時，說到台北很多歷史建物都快被拆除了，建議游志忠畫下來。為訴求原汁原味，游志忠至台灣大學圖書館、中央研究院尋找參考史料，也在網路上搜尋參考照片，讓他最感煞費苦心的臺灣鐵道飯店、最可惜的是西本願寺。游志忠以一年半時間，彩繪五十幅幅日治時期台北歷史建物，重現二十四棟已不復存建築，讓郭銓慶十分高興，便繼續支持畫出台南、鹿港的古蹟。之後游志忠畫出台南公會堂、赤崁樓等古蹟插畫。他的心願是繪完所有臺灣的古蹟。
2017年，游志忠的建築插畫以「回到1919—畫說台北建築文化遺產展覽」之名在台北故事館展出，分為五大類，分別是官署與官邸、宗教建築、文教建築、公共與商業建築、街屋與住宅等。建築繪畫在2017年6月在台北故事館展出後，於2018年3月23日移至台南司法博物館展覽前，他就在2018年農曆年前離世，享壽71歲。